# La Cortadura
La Cortadura är en ort i Mexiko.   Den ligger i kommunen Pánuco och delstaten Veracruz, i den östra delen av landet, 300 km norr om huvudstaden Mexico City. La Cortadura ligger 4 meter över havet och antalet invånare är 192.
Terrängen runt La Cortadura är platt. Havet är nära La Cortadura åt nordväst. Runt La Cortadura är det tätbefolkat, med 297 invånare per kvadratkilometer. Närmaste större samhälle är Tampico, 18,7 km nordost om La Cortadura. Trakten runt La Cortadura består till största delen av jordbruksmark.